# Рей Волстон
Герман Реймонд Волстон (англ. Herman Raymond Walston; 2 листопада 1914 — 1 січня 2001) — американський актор. Лауреат премій «Тоні» та «Еммі».

## Біографія
Народився 2 листопада 1914 року в місті Лорел (Міссісіпі). Другий син і молодший із трьох дітей дроворуба Гаррі Нормана Уолстона (1881—1946) та його дружини Мітті (1883—1950). Він мав старшу сестру Керрі (1906—1982) і старшого брата Ерла (1908—1998). Сім'я Волстонів переїхала з Міссісіпі в Новий Орлеан, Луїзіана близько 1925 року.
З юних літ Рей грав на сцені. 1938 року він приєднався до репертуарної театральної трупи під керуванням Марго Джонс, однієї з перших жінок-режисерів театру.
У 1958 році Уолстон зіграв невелику роль у музичній комедії Джорджа Ебботта та Стенлі Донена «Чортові янкі». Раніше він успішно брав участь в однойменній постановці на театральних підмостках. Найбільшу популярність йому принесли роботи в телесеріалах «Мій улюблений марсіанин» та «Застава фехтувальників» та фільмах «Південь Тихого океану», «Афера», «Швидкі зміни в школі Ріджмонт-Хай», «Про мишей та людей», «Домашній арешт».
З 3 листопада 1943 був одружений з Рут Калверт (1916—2004), правнучкою американського політичного діяча Орана Робертса. У них була дочка Кетрін Енн Волстон.
У 1994 році у Волстону був діагностований вовчак. 1 січня 2001 року він помер у своєму будинку у Беверлі-Хіллз, Каліфорнія.

## Вибрана фільмографія
- 1960 — Квартира
- 1960 — Портрет у чорних тонах
- 1969 — Пофарбуй свій фургон
- 1973 — Афера
- 1976 — Срібна стріла
- 1980 — Попай